# Jeremy Brockie
Jeremy Brockie (Christchurch, 7 de outubro de 1987) é um futebolista neozelandês, que atua na posição de atacante e joga pelo North Queensland Fury, da Austrália.

## Carreira
Jeremy Brockie fez parte do elenco da Seleção Neozelandesa de Futebol nas Olimpíadas de 2008 e da Copa do Mundo de 2010.